# Vinzenz Geiger
Vinzenz Geiger (Oberstdorf, 24 luglio 1997) è un combinatista nordico tedesco.

## Biografia
Geiger ha debuttato in Coppa del Mondo il 5 dicembre 2015 a Lillehammer, piazzandosi 31º nell'individuale Gundersen in programma. Nella stessa stagione ha vinto due medaglie d'argento ai Mondiali juniores di Râșnov, nell'individuale Gundersen H100/10 km e nella gara a squadre HS100/4x5 km.
Il 18 dicembre 2016 ha conquistato il suo primo podio in Coppa del Mondo a Ramsau am Dachstein, piazzandosi 3º nella gara vinta dal connazionale Eric Frenzel. Due mesi più tardi, ai Mondiali juniores di Park City ha conquistato la medaglia d'oro nell'individuale Gundersen H100/5 km. Il 13 gennaio 2018 ha colto in Val di Fiemme la sua prima vittoria in Coppa del Mondo, in sprint a squadre.
Ai XXIII Giochi olimpici invernali di Pyeongchang 2018, sua prima presenza olimpica, ha vinto la medaglia d'oro nella gara a squadre e si è classificato 9º nel trampolino normale e 7º nel trampolino lungo; nella stagione successiva ai Mondiali di Seefeld in Tirol ha vinto la medaglia d'argento nella gara a squadre dal trampolino normale ed è stato 12º nel trampolino lungo e 14º nel trampolino normale, mentre a quelli di Oberstdorf 2021 ha vinto la medaglia d'argento nella gara a squadre dal trampolino normale e si è classificato 14º nel trampolino normale e 15º nel trampolino lungo. Ai XXIV Giochi olimpici invernali di Pechino 2022 ha vinto la medaglia d'oro nel trampolino normale, quella d'argento nella gara a squadre e si è piazzato 7º nel trampolino lungo; ai Mondiali di Planica 2023 ha vinto la medaglia d'argento nella gara a squadre e nella gara a squadre mista ed è stato 4º nel trampolino normale e 14º nel trampolino lungo. Ai Mondiali di Trondheim 2025 ha vinto la medaglia d'oro nella gara a squadre, quella d'argento nella gara a squadre mista e quella di bronzo nella compact dal trampolino normale e nel trampolino lungo; al termine di quella stagione 2024-2025 ha conquistato sia la Coppa del Mondo generale sia la Coppa del Mondo di compact.

## Palmarès

### Olimpiadi
- 3 medaglie:
  - 2 ori (gara a squadre a Pyeongchang 2018; trampolino normale a Pechino 2022)
  - 1 argento (gara a squadre a Pechino 2022)

### Mondiali
- 8 medaglie:
  - 1 oro (gara a squadre a Trondheim 2025)
  - 5 argenti (gara a squadre dal trampolino normale a Seefeld in Tirol 2019; gara a squadre dal trampolino normale a Oberstdorf 2021; gara a squadre, gara a squadre mista a Planica 2023; gara a squadre mista a Trondheim 2025)
  - 2 bronzi (compact dal trampolino normale, trampolino lungo a Trondheim 2025)

### Mondiali juniores
- 3 medaglie:
  - 1 oro (individuale 5 km a Park City 2017)
  - 2 argenti (individuale 10 km e gara a squadre a Râșnov 2016)

### Coppa del Mondo
- Vincitore della Coppa del Mondo nel 2025
- Vincitore della Coppa del Mondo di compact nel 2025
- 63 podi (51 individuali, 12 a squadre):
  - 20 vittorie (17 individuali, 3 a squadre)
  - 22 secondi posti (16 individuali, 7 a squadre)
  - 20 terzi posti (18 individuali, 2 a squadre)

#### Coppa del Mondo - vittorie
| Data             | Località            | Nazione   | Trampolino                  | Spec.                                                           |
| ---------------- | ------------------- | --------- | --------------------------- | --------------------------------------------------------------- |
| 13 gennaio 2018  | Val di Fiemme       | Italia    | Giuseppe Dal Ben HS135      | T LH/2x7,5 km (con Eric Frenzel)                                |
| 25 novembre 2018 | Kuusamo             | Finlandia | Rukatunturi HS142           | T LH/4x5 km (con Eric Frenzel, Fabian Rießle e Johannes Rydzek) |
| 13 gennaio 2019  | Val di Fiemme       | Italia    | Giuseppe Dal Ben HS135      | IN LH/10 km                                                     |
| 21 dicembre 2019 | Ramsau am Dachstein | Austria   | W90-Mattensprunganlage HS98 | IN NH/10 km                                                     |
| 11 gennaio 2020  | Val di Fiemme       | Italia    | Giuseppe Dal Ben HS104      | IN NH/10 km                                                     |
| 19 dicembre 2020 | Ramsau am Dachstein | Austria   | W90-Mattensprunganlage HS98 | IN NH/10 km                                                     |
| 20 dicembre 2020 | Ramsau am Dachstein | Austria   | W90-Mattensprunganlage HS98 | IN NH/10 km                                                     |
| 6 febbraio 2021  | Klingenthal         | Germania  | Vogtland Arena H140         | IN LH/10 km                                                     |
| 7 febbraio 2021  | Klingenthal         | Germania  | Vogtland Arena H140         | IN LH/10 km                                                     |
| 9 gennaio 2022   | Val di Fiemme       | Italia    | Giuseppe Dal Ben HS104      | IN NH/10 km                                                     |
| 29 gennaio 2022  | Seefeld in Tirol    | Austria   | Toni Seelos HS109           | IN NH/10 km                                                     |
| 17 dicembre 2022 | Ramsau am Dachstein | Austria   | W90-Mattensprunganlage HS97 | IN NH/10 km                                                     |
| 24 marzo 2023    | Lahti               | Finlandia | Salpausselkä HS130          | T SP LH/2x7,5km (con Julian Schmid)                             |
| 1º dicembre 2024 | Kuusamo             | Finlandia | Rukatunturi HS142           | MS LH/12,5 km                                                   |
| 8 dicembre 2024  | Lillehammer         | Norvegia  | Lysgårdsbakken HS140        | IC LH/7,5 km                                                    |
| 21 dicembre 2024 | Ramsau am Dachstein | Austria   | W90-Mattensprunganlage HS98 | IN NH/10 km                                                     |
| 2 febbraio 2025  | Seefeld in Tirol    | Austria   | Toni Seelos HS109           | IN NH/10 km                                                     |
| 8 febbraio 2025  | Otepää              | Estonia   | Tehvandi HS97               | IN NH/10 km                                                     |
| 9 febbraio 2025  | Otepää              | Estonia   | Tehvandi HS97               | IC NH/7,5 km                                                    |
| 15 marzo 2025    | Oslo                | Norvegia  | Holmenkollen HS134          | IN LH/10 km                                                     |

Legenda:

IN = individuale Gundersen

IC = individuale compact

MS = partenza in linea

SP = sprint

T = gara a squadre

NH = trampolino normale

LH = trampolino lungo